# Nina (film, 2018)
Pour les articles homonymes, voir Nina.
Pour plus de détails, voir Fiche technique et Distribution.
Nina est un film polonais réalisé et co-écrit par Olga Chajdas, sorti en 2018,,,.

## Fiche technique
- Titre : Nina
- Réalisation : Olga Chajdas
- Scénario : Olga Chajdas, Julia Kijowska et Marta Konarzewska
- Musique : Andrzej Smolik
- Montage : Andrzej Polec
- Production : Andrzej Polec
- Société de production : Film It, Polski Instytut Sztuki Filmowej
- Pays d'origine : Pologne
- Langue : Polonais, français
- Format : Couleur
- Genre : drame, romance saphique
- Lieux de tournage :
- Durée : 130 minutes (2 h 10)
- Date de sortie :
  -  Pays-Bas :
    - 28 janvier 2018 au Festival international du film de Rotterdam
    - 16 août 2018

  -  États-Unis : 17 juin 2018 au Festival du film Frameline (San Francisco)
  -  Pologne :
    - 17 septembre 2018 au Festival du film polonais de Gdynia
    - 5 octobre 2018

  -  Royaume-Uni : 25 janvier 2019

## Distribution
- Julia Kijowska : Nina
- Eliza Rycembel : Magda
- Andrzej Konopka : Wojtek
- Táňa Pauhofová : Ada
- Maria Peszek : Lola
- Joanna Balas : la petite amie de Lola
- Katarzyna Gniewkowska : Ewa Lipowska
- Karolina Adamczyk (pl) : une professeure
- Katarzyna Anzorge (pl) : une professeure
- Mateusz Balka : une étudiante, amie de Nina
- Kacper Budek : une étudiante, amie de Nina
- Magdalena Czerwinska : Sylwia
- Arkadiusz Brykalski : Radek
- Krzysztof Chudzicki : Szymon
- Iwo Adamczyk